# Genrō

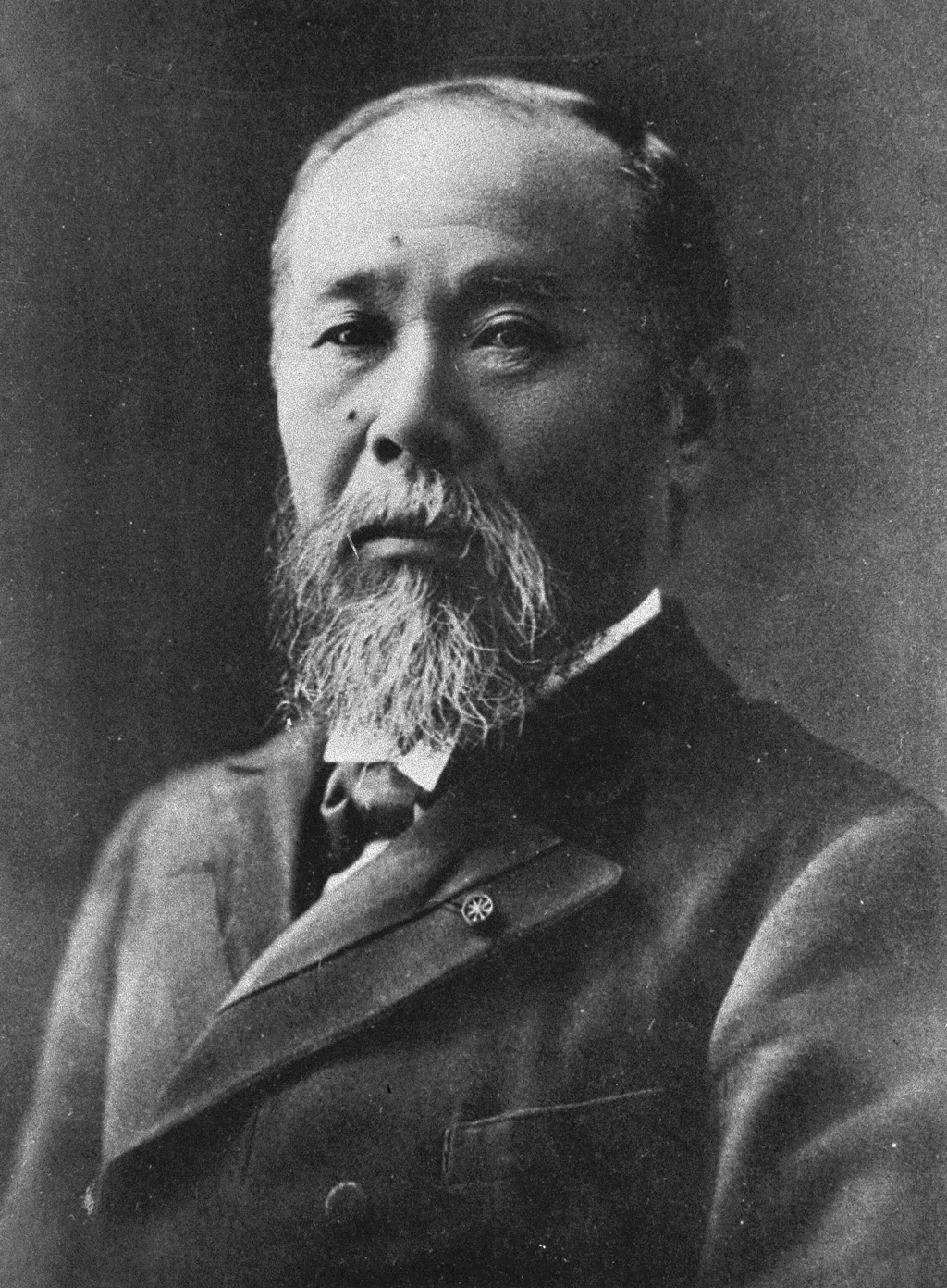
Hirobumi Itō, le premier genrō.

Le genrō (元老) était une désignation officieuse donnée à certains anciens hommes d'État japonais retirés, considérés comme les « pères fondateurs » du Japon moderne, qui ont servi de conseillers informels de l'empereur, au cours de l'ère Meiji, celle de Taishō et au début de celle de Shōwa de l'histoire japonaise.
L'institution des genrō a commencé avec le conseil traditionnel des anciens (rōjū) de l'époque Edo ; cependant, le terme de genrō semble avoir été inventé par un journal en 1892. Ce terme est parfois confondu avec le genrōin (chambre des anciens), un corps législatif qui a existé de 1875 à 1890. Cependant, les genrō n'étaient pas liés à la fondation de ce corps ou à sa dissolution.
Des chefs expérimentés de la restauration de Meiji ont été choisis par l'empereur comme genkun, et invités à agir en tant que conseillers impériaux. Excepté Kinmochi Saionji, tous les genrō venaient des familles de samouraïs de rang moyen ou inférieur, quatre de Satsuma et quatre de Chōshū, les deux anciens domaines qui avaient aidés au renversement de l'ancien shogunat Tokugawa pendant la guerre de Boshin de 1867-1868. Le genrō avait le droit de choisir les premiers ministres de l'empereur avec son approbation.
Les sept premiers genrō étaient des anciens membres des sangi (le Conseil impérial) qui fut supprimé en 1885. Ils sont connus également des historiens sous le terme de l'« oligarchie de Meiji », bien que tous les oligarques Meiji n'ont pas été genrō.
L'institution a pris fin en 1940, avec la mort du dernier genrō, Kinmochi Saionji.

## Liste desgenrō

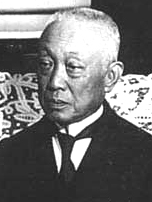
Kinmochi Saionji, le dernier genrō.

|   | Nom                 | Origine |
| - | ------------------- | ------- |
| 1 | Hirobumi Itō        | Chōshū  |
| 2 | Kiyotaka Kuroda     | Satsuma |
| 3 | Iwao Ōyama          | Satsuma |
| 4 | Kaoru Inoue         | Chōshū  |
| 5 | Yorimitchi Saigo    | Satsuma |
| 6 | Masayoshi Matsukata | Satsuma |
| 7 | Aritomo Yamagata    | Chōshū  |
| 8 | Tarō Katsura        | Chōshū  |
| 9 | Kinmochi Saionji    | Kuge    |

## Source de la traduction
- (en) Cet article est partiellement ou en totalité issu de l’article de Wikipédia en anglais intitulé « Genrō » (voir la liste des auteurs).